# Ольянико
Ольянико (итал. Oglianico) — коммуна в Италии, располагается в регионе Пьемонт, в провинции Турин.
Население составляет 1410 человек (2008 г.), плотность населения составляет 235 чел./км². Занимает площадь 6 км². Почтовый индекс — 10080. Телефонный код — 0124.
Покровителем коммуны почитается святой Фелициан , празднование во второе воскресение июня.

## Демография
Динамика населения:

## Администрация коммуны
- Официальный сайт: http://www.comune.oglianico.to.it/ Архивная копия от 1 мая 2015 на Wayback Machine